# Ivan Budak
Ivan Budak (Veliki Grđevac, 3. travnja 1940.), hrvatski iseljenički književnik i kulturni djelatnik. Piše na hrvatskom i švedskom. Piše pjesme, priče i humoreske.

## Životopis
Rodio se je 1940. u Velikom Grđevcu blizu Bjelovara. U Velikom Grđevcu išao je u osnovnu, u Zagrebu u srednju. Upisao zagrebački Pravni fakultet. Na proljeće 1966., dvije godine po upisivanju fakulteta, otišao je u Švedsku koja mu je postala višedesetljetni dom. Radio je na raznim poslovima. Upisao je studij psihologije na Sveučilištu u Göteborgu i diplomirao je 1974. godine. Osnovao je Literarnu sekciju "Saveza udruženja i klubova Jugoslavena u Švedskoj" pri kojoj je društveno djelovao. Također je bio tajnikom Interesne zajednice hrvatskih društava u Švedskoj. Dok je još bio u Hrvatskoj počeo se baviti književnošću. U Švedskoj je objavio pjesme, priče i humoreske. Više je stvarao na švedskom nego na hrvatskom jeziku. Hrvatske uradke većinom je objavio u "Jugoslavenskom listu" te u listu "Hrvatskoj riječi", kojoj je sam bio supokretačem i jedan urednika.
Članom je Društva švedskih književnika.

## Djela
Djela na švedskom objavio je u švedskim novinama i časopisima, kao što su "Invandrarraport", "Ny i Sverige", "Fonstret", "Arbetaren", "Alfonbladet", "Harryda tidning", "Hemsprak och skola", "Bukpressen" i još nekima.
Samostalna djela koja je objavio su:
- Karneval (pjesme na hrvatskom), Stockholm 1978.
- Ivandrarmarknad / Tržnica strancima (pjesme na švedskom i hrvatskom), Stockholm 1978.
- Nagonstans i Sverige. Curriculum vitae (pjesme na švedskom), Stockholm 1979.
- Harkomst Jugoslavien (kulturne-društvene informacije: na švedskom), Stockholm 1980.
- Dikter ... och tystnaden svaller (pjesme na švedskom), Stockholm 1982.

Šimun Šito Ćorić uvrstio ga je u svoju antologiju 60 hrvatskih emigrantskih pisaca.